# Edelgard von Hresvelg
Edelgard von Hresvelg (エーデルガルト＝フォン＝フレスベルグ Edelgard von Hresvelg?) es un personaje ficticio del videojuego de rol táctico Fire Emblem: Three Houses, perteneciente a la franquicia de Fire Emblem. Ella es la líder de las Águilas Negras; una de las tres casas del monasterio Garreg Mach, además de ser la heredera del poderoso Imperio de Adrestia. Su participación comienza siendo aliada del jugador, pero en un giro más tarde se revela su verdadera identidad como el Emperador del fuego, el villano del juego hasta ese suceso, que había estado intentando derrocar la Iglesia de Seiros y conquistar las otras naciones, buscando un mundo en el que los emblemas no dominen el estatus social. Si el jugador está en las Águilas Negras y la acompaña hacía su coronación, se les da la opción de unirse a su causa o volverse contra ella. Si se vuelven contra ella, o están en una casa diferente, se convierte en uno de los principales antagonistas del juego.
Edelgard ha sido señalada como uno de los personajes más populares en Three Houses y ha sido elogiada por los críticos por su caracterización, aunque en aspectos de su interpretación, como su apoyo opcional y  duración de ruta, han sido criticados como superficiales, por otra parte la moralidad gris en el camino de su historia Flor Carmesí también se ha llamado realista. Su romance con el protagonista, sobre todo si Byleth es mujer, ha sido elogiado también. La relación entre Edelgard y Byleth femenina se ha convertido en una favorita entre los aficionados. 

## Características
Edelgard posee un cabello largo y blanco y sus ojos de color lila. En cierto punto, se revela que cuando era una niña fue experimentada para poseer dos emblemas, marcas transmitidas a través del linaje que otorgan poderes mágicos al portador, en un intento para crear un heredero digno. Esto le cambió su cabello de marrón a blanco y la dejó con un trauma psicológico duradero, que se vio agravado por el hecho de que ella era la única sobreviviente de diez hermanos con los que se experimentó de manera similar. A pesar de poseer ya el emblema menor de Seiros, se le dio el emblema de fuego (el "Fire Emblem") por la fuerza, acortando drásticamente su esperanza de vida.
En la batalla, tiene una aptitud fuerte en particular para espadas, hachas, armaduras pesadas y unidades de mando, mientras que no le va bien con arcos y magia. Tiene un talento oculto con la magia oscura que se puede sacar a la luz mediante la instrucción en el aula.
Edelgard tiene una personalidad digna y modesta, y rara vez se la ve actuando de manera informal en público.
Relaciones
El personaje de Hubert es el criado más dedicado y leal hacia Edelgard y rara vez se aparta de ella. Es llamado como un "secuaz celoso y altísimo" y este amenaza con asesinar a Byleth si intenta causarle daño a Edelgard. l,
Su relación con las otras Águilas Negras depende de si estas están a su lado o no. Ella puede formar amistades con todos durante la academia. Si Byleth se une a ella, estas amistades se vuelven más fuertes, ya que ellos deciden ayudarla a ganar la guerra. Pero si Byleth se alía con Rhea, o algún miembro es reclutado a las otras casas, Edelgard los vera como enemigos y no tendrá miedo de matarlos. 
Edelgard también puede generar una amistad profunda con Lysithea, miembra de los Cierbos Dorados, ya que ambas fueron torturadas por las mismas personas, y tienen dos crestas.  Si Lysithea no se unió previamente al comienzo de la guerra, Edelgard la convencerá de unirse a ella.
Su relación con Dimitri y Claude es normalmente neutral. Mientras ambos eventualmente se volverían sus enemigos, ella les tiene un respeto por sus habilidades y posiciones, y no los odia como algunos creen que ella deberían. Edelgard conocido a Dimitri cuando era joven, y ella estaba escondida en el Reino. Ambos tuvieron una amistad muy profunda, pero gracias a su tortura, Edelgard olvido a Dimitri. Ella solo lo viene a recordar en el momento antes de que ambos luchen en su batalla final (tanto en Crimson Flower y Azure Moon) pero para entonces ambos saben que no pueden solucionar su conflicto pacíficamente. Con Claude ella tiene mucha sospecha sobre su verdaderos orígenes, pero le mantiene un gran respeto. Si Byleth esta a su lado, su respeto a Claude será tan grande, que ella decide dejarlo vivir después de su derrota. En Warriors: Three Hopes, Edelgard y Claude se vuelven aliados en ambas de sus rutas, y unen fuerzas contra Dimitri y Iglesia. 
Edelgard le tiene un odio a la Iglesia de Serios, y sus dependencia de las Crestas. Ella ve a la Iglesia como la principal responsable del Chaos en Fodlan y de como las personas que tienen crestas siempre serán vistas como superiores. Edelgard también le mantiene un disgusto a Rhea, y es una de las pocas que sabe que la líder De la Iglesia oculta su verdadera identidad, y lo que esta esta dispuesta a hacer si las cosas se salen de su control. Esto se muestra en la batalla final de Crimson Flower, cuando Rhea quema la ciudad de Fhridiad con los habitantes adentro. Dado eso, Edelgard admite que no todo lo que la Iglesia hace es malo, y no tiene problemas con la fe de la tierra, queriendo mantenerla. Aunque no se la lleva bien con los líderes De la Iglesia, ella acepta dejarlos vivos si estos se rinden. En su ruta, ella deja que Seteth y Flayn se retiren, y le ofrece a Rhea una última oportunidad de rendirse antes de su batalla final. 
La personalidad de Edelgard cambia si Byleth esta a su lado o no. Si Byleth es enemigo, Edelgard se vuelve una persona fría y sin rendimientos, dispuesta a matar a cualquiera para poder conseguir su objetivo final, incluso si esto lleva al extremo de tener que convertirse en monstruo. Pero si Byleth se alía con ella, Edelgard cambia por completo. Se vuelve más cálida, más amigable, y más abierta. Valora a sus aliados mucho más, y muestra misericordia con sus enemigos, como cuando decide dejar a Claude vivir después de derrotarlo. Esto es porque su amistad (y posible romance) con Byleth hicieron que ella deje su pasado atrás, y recupere su humanidad. 
Edelgard es bisexual. Sintiendo atracción tanto por hombres como mujeres. Ella puede finalmente casarse con Byleth, ya sea que este sea hombre o mujer.

## Historia
Three Houses
Edelgard Von Hresvelg nació el 22 de la Luna Garland, año imperial 1162 (22 de junio de 1162 en el calendario gregoriano) del emperador Ionius von Hresvelg IX y su consorte Anselma von Arundel, una dama menor del Imperio, quien más tarde pasó a llamarse Patricia cuando ella llegó al Reino Santo de Faerghus. Anselma era considerada como la verdadera amante de Ionius, ya que Ionius se enamoró de ella después de casarse con su esposa anónima, la Emperatriz de Adrestia, por razones políticas. La relación de Anselma con Ionius elevó la posición social de su casa y ayudó a su hermano mayor, Volkhard, a ascender en el estatus político. Edelgard fue declarada heredera de Adrestia después de su nacimiento debido a que tenía la Cresta de Seiros a diferencia de sus hermanos, quienes en realidad eran sus medios hermanos debido a que Ionius tenía muchas consortes.
En el año imperial 1171, cuando tenía nueve años, su tío, Volkhard von Arundel, la llevó a Fhirdiad, Faerghus durante la Insurrección de los Siete, en la que fue uno de los principales conspiradores contra el padre de Edelgard, despojándolo de su poder político junto con Duke Aegir (el nombre confirmado es Ludwig en Fire Emblem Heroes). Anselma también escapó a Faerghus sin que nadie lo supiera, ni siquiera Volkhard, Edelgard o Ionius, y tomó el alias de Patricia, donde finalmente se casó con Lambert Egitte Blaiddyd, el rey de Faerghus, y se convirtió en la madrastra del príncipe Dimitri Alexandre Blaiddyd. Hijo de Lambert. Más tarde, Edelgard conoció y se hizo amiga de Dimitri, momento en el que Dimitri le dio una daga. Edelgard la guardó y se aferró a ella, aunque más tarde se olvida de como la obtuvo.
Cuando Edelgard regresó al Imperio, Ionius IX fue despojado de su poder por completo debido a las acciones de su tío y Ludwig, dejando al emperador impotente cuando sus hijos, incluida Edelgard y el resto de sus hermanos anónimos, le fueron quitados para someterse a experimentos por un grupo antagonista principal, los que se deslizan en la oscuridad. Ionius no quería esto, pero debido a que se le quitó el poder, no había nada que pudiera hacer para detenerlos, ya que los que se deslizan en la oscuridad estaban respaldados por nobles corruptos del Imperio. Los experimentos mataron a los hermanos de Edelgard y dejaron a la princesa imperial apenas con vida, con los hermanos sin nombre de Edelgard agonizando, volviéndose locos y/o muriendo lentamente. Según ella, estaba encerrada en cámaras con ratas, lo que le provocó una "musofobia", el miedo irracional y desmedido a los ratones, ratas y roedores. Edelgard fue el único sujeto exitoso y debido al experimento, llevó la Cresta de las Llamas como una segunda Cresta, cambiando su cabello de castaño a blanco y acortando gravemente su vida útil. Tras esto, desarrolló un odio inconmensurable tanto por la Iglesia de Seiros como hacia los Crests, y decidió que los destruiría en un futuro. 
Finalmente, durante la "Tragedia de Duscur" en el Año Imperial 1176, Patricia fue manipulada por Cornelia Arnim para causar la susodicha Tragedia. Cornelia aseguró a Patricia que jamás volvería a ver a su hija, alegando que Edelgard estaba en Fhirdiad, pero Lambert nunca le contó a Patricia sobre su presencia, lo que puso a Patricia en contra de su esposo y la llevó a convertirse en una conspiradora en la Tragedia. Cornelia y las otras casas nobles que la apoyaban coordinaron el escape secreto de Patricia a Duscur. Cuando ocurrió la Tragedia, Patricia y su carruaje desaparecieron y nunca más se la volvió a ver. Se creía que Patricia había sido víctima por esto.

El destino de Patricia nunca se revela, aunque debido a que Thales secuestró a Volkhard y asumió su identidad, se puede suponer que Patricia también fue capturada por Thales.
Edelgard se une a la academia de Garreg March en el año Imperial 1180, como la líder de las Águilas Negras. En una noche, Edelgard, junto a Dimitri y Claude se encuentran a Byleth, una mercenaria que se volvería profesora en el Monasterio. Si Byleth elige a las Águilas Negras, Edelgard formara una relación cercana con su Profesor. 
Finalmente, Edelgard asume el trono y se convierte en la Emperatriz de Adrestia en el año imperial 1181, librando la guerra contra la Iglesia de Seiros. Rhea, el arzobispo, reciente a Edelgard debido a sus acciones y declara que todo el continente debe trabajar para acabar con Edelgard.
El destino de Edelgard al final de la historia depende de la ruta que elija el jugador. 
Crimson Flower
Para la sorpresa y alegría de Edelgard, Byleth decide abandonar a la Iglesia, y se une a su causa. Esto causa que el resto de las Águilas Negras, y cualquier otro estudiante o docente que se alla unido a las Águilas Negras se le unan en la guerra. Byleth y Edelgard lideran un ataque al Monasterio, donde logran obligar a Rhea a dejarlo, pero esta antes los ataca con su verdadera forma, y tira a Byleth por un precipicio, para el horror de Edelgard. 
Durante los siguientes 5 años, Edelgard lidera al Imperio en su guerra contra la Iglesia. Dimitri es coronado como el Rey de Faerghus, y une fuerzas con Rhea, declarándole guerra al el Imperio. Mientras que la Alianza, liderada por Claude, decide permanecer neutral. Durante los 5 años la guerra llega a un punto muerto, y ningún lado logra ninguna ganancia. Durante este tiempo, se ve la influencia positiva que Byleth tuvo en Edelgard, ya que esta se vuelve más abierta y cálida con sus aliados, y está abierta a negociar con sus enemigos. 
Un día, Byleth regresa al Monasterio después de haber despertado de su coma. Byleth se reúne con Edelgard, y esta sigue decidida a ayudar a la Emperador en su causa. El regreso de Byleth hace que el Imperio consiga momento y empieza a tornar la guerra en su favor. Edelgard lidera un ataque a la Alianza, intentando conseguir su terreno. Esto la pone en un conflicto breve con Claude. El conflicto termina cuando Claude, no queriendo sacrificar vidas, se rinde cuando Byleth y Edelgard logran derrotarlo. Edelgard decide dejar a Claude vivir, y ambos parten en buenos términos, con Claude prometiendo regresarle el favor de perdonarle la vida. Con esto la Alianza se une al Imperio. Habiendo arreglando las cosas con Claude, Edelgard ahora se prepara para luchar contra el Reino, pero primero debe defender el Monasterio de los Caballeros de Serios. El Imperio logra derrotarlos, dándole un golpe severo a la Iglesia. Byleth y Edelgard inician su ataque al Reino, primero atacando la fortaleza Arianrhod para debilitarlos, y matar a una aliada de Thales, Cornelia. El Imperio luego hace su camino a la capital del Reino, donde son interceptados por Dimitri y Rhea. El Imperio y el Reino tienen su conflicto final, donde Edelgard logra salir victoriosa. Dimitri muere en la batalla, y Rhea es forzada a retirarse a la capital del Reino. Edelgard la persigue, pidiéndole una última vez que se rinda. Rhea responde transformándose en the Imaculate One, y quemando la ciudad entera, para el horror de Edelgard. Viendo que no hay otra solución, Edelgard lidera sus tropas en la batalla final contra Rhea. Al final Byleth y Edelgard consiguen matar a Rhea, lo cual causa que Byleth se vuelva 100% humano otra vez. La Iglesia y el Reino colapsan y Edelgard se vuelve la líder de Fodlan. En su nueva posición ella busca corregir el sistema de nobleza establecido por la Iglesia, y crea un mundo donde todos pueden prevalecer por sus propios méritos. Al mismo tiempo lidera una guerra contra los Agarthans, donde al final logra derrotarlos, trayendo paz a Fodlan. 
Otras rutas
En las rutas donde Byleth se va contra el Imperio. Edelgard lidera su asalto contra el Monasterio, pero fracasa. Durante 5 años ella lucha contra el Reino y la Alanzia, creando un golpe de Estado en el Reino y dividiendo a la Alianza. Pasan 5 años y ella esta cerca de unir a Fodlan. 
El regreso de Byleth sin embargo, cambia las fortunas. Byleth se une a Seteth, Dimitri, o Claude (dependiendo de cual vando eligió) y estos lideran un ejército que logra detener el avance Imperial y ponerlos en la defensa. Edelgard se enfrentaría a Dimitri y Claude en una batalla campal en Gronder Field, donde el caos de la batalla hace que el Reino y la Alianza se pongan en contra. Si Byleth participa en la batalla, el bando que el eligió será el ganador y Edelgard es forzada a retirarse. Si Byleth está ausente, Edelgard es victoriosa en la batalla pero queda malherida. Finalmente, Byleth y sus aliados consiguen invadir la ciudad de Enbarr, y acorralar a Edelgard en su palacio. Si el Reino es el atacante, Edelgard se transforma en una bestia como un intento desesperado para ganar. Ella es derrotada y Dimitri la mata. En las otras dos rutas, ella intenta detener a la Iglesia o la Alianza pero fracasa. Viendo que no puede seguir, esta le dice a Byleth que la mate para acabar la guerra, el cual tristemente acepta. Su muerte causa el colapso del Imperio, y el fin de la guerra en tanto la ruta De la Iglesia o del Reino. En "Verdant Wind" la guerra sigue cuando Byleth y Claude se enteran de los Agarthans, y deciden tomar la misión de Edelgard y derrotarlos, los cual los pone en conflicto con Nemesis. Eventualmente, Foldan es unido como el Reino de Faerghus con Dimitri como su líder, o un nuevo reino con Byleth como líder.
Warriors: Three Hopes

La historia de Edelgard es la misma en el spin off hasta el momento que se pierde en Remire con Dimitri y Claude. En la villa se encuentra con Shez, una mercenaria. Shez ayuda a los líderes a derrotar unos bandidos, donde luego es invitada a unirse a la Academia. Durante su estadía en la Academia, Edelgard se encuentra con Mónica, una antigua basal de ella que estaba desaparecida. Después de su rescate, Edelgard lidera un asalto en el palacio de Enbarr, para poder recuperar el control del Imperio del Duque Aegir y Lord Arundel. Edelgard es exitosa y captura al Duque Aegir, pero Arundel logra escapar. Edelgard es luego coronado como la Emperador de Adrestia. Edelgard finalmente le declara la guerra a la Iglesia. 
La historia de Edelgard luego depende si Shez se une a su casa o no. 
Resplandor Escarlata
Si Shez se une a las Águilas Negras, ella participa en el asalto al Monasterio junto a Edelgard. Edelgard logra derrotar a Rhea y la Iglesia y obtiene control del Monasterio. Dimitri le da acilieo a Rhea y le declara guerra al Imperio mientras Claude y la Alianza se permanecen neutrales. Edelgard lidera batallas contra el Reino para tener control del oeste de la zona, pero debe retirarse para salvar a sus tropas de una trampa de Claude. Edelgard logra derrotar a Claude, y ambas naciones deciden cesar las tensiones. Edelgard luego tiene una batalla con Dimitri para poder controlar Arianrhod, ella finalmente gana la batalla, y debilita al Reino. Luego cuando sus tropas van a descansar en Enbarr, La Iglesia intenta asesinar a Edelgard, pero fracasa. Durante el asalto, el Duque Aegir escapa. 
Durante este tiempo, Edelgard intenta descubrir la verdad sobres los poderes de Shez, y las intenciones de Thales, el líder de los Agarthans. 
6 meses después, Edelgard y Claude unen fuerzas para combatir al Reino y derrotar a la Iglesia. Ambos invaden al Reino por diferentes lados, buscando acorrálalos y forzar a Dimitri a abandonar a Rhea. Durante la invasión, Edelgard se enfrenta a Byleth y Jeralt. La batalla puede tener dos resultados. Un resultado es que Shez mata a Jeralt, causando que Byleth mate al General Randolph en venganza. El otro resultado es que Edelgard convence a Byleth y Jeralt de rendirse, y ambos se unen al Imperio. El resultado de la batalla tendría consecuencias finalmente. Ya sea lo que pase, Edelgard debe abandonar su invasión al Reino cuando los Agarthans atacan el Imperio, y el Duque Aegir intenta crear una rebelión. Edelgard regresa al Imperio, donde expulsa a los Agarthans y mata al Duque Aegir. 
Con el Imperio estable, Edelgard se da cuenta de que el Reino y la Iglesia están marchando hacia el Monasterio. Edelgard se va a interceptarlos junto a Claude. El resultado de la batalla con Byleth tendrá consecuencias para la batalla siguiente. Si Byleth es enemiga, esta convencera a Claude de traicionar al Imperio, y este le declara la guerra tanto a Edelgard como Dimitri. Una batalla entre los tres bandos se desata, donde Edelgard es victoriosa. Dimitri es forzado a retirarse, y Claude es asesinado. Si Byleth es aliada, Claude se mantiene leal a la alianza, y ambos trabajan juntos para derrotar a Dimitri. 
Si sucedió el segundo escenario, Edelgard manda a Shez y Byleth a a perseguir a Dimitri junto a Claude, mientras ella busca donde esta Rhea, la cual estuvo ausente en la batalla. Edelgard debe lidiar con Shez, quien a perdido el control de sus poderes y esta intentado matar a Byleth. El Imperio logra rescatar a Byleth, pero Edelgard es capturada junto a Shez, Dimitri, y Claude, por Arval, el ser dentro de Shez. Edelgard y Claude hacen una tregua con Dimitri, y los tres trabajan juntos para derrotar a Arval. Cuando Arval es derrotado, Edelgard y los demás regresan a su mundo, y los tres van por caminos separados. 
Edelgard y sus aliados se dan cuenta de que tanto la Iglesia como los Agarthans están atacando el Monasterio, y que Rhea y Thales están liderándolos. Viendo la oportunidad de eliminar a sus dos mejores enemigos, Edelgard y sus aliados pelean contra ambos bandos, recuperando el Monasterio. Edelgard, Rhea, y Thales se enfrentan en una batalla climática en el Monasterio, donde Edelgard logra que Rhea y Thales se autodestruyan entre sí. Con Rhea y Thales muertos, La Iglesia pierde su poder sobre Fodlan. Edelgard se prepara para su último ataque al Reino (si Claude se mantuvo leal, la Alianza la ayudara en la batalla) para poder acabar la guerra de una vez por todas. 
Otras Rutas
En las rutas que Shez ayuda a Dimitri o Claude, Edelgard aun toma control del Monasterio, y lidera batallas contra el Reino y la Alianza, pero sus batallas no son exitosas contra la fracción de Shez. 
En "Brillo Azul" Edelgard es derrotada por Dimitri en la batalla de Arianrhod. Ambos son atacados por Thales, el cual malhiere a Dimitri y captura a Edelgard. Thales le borra la memoria a Edelgard, y es reducida a un titire del y el Duque Aegir. Dimitri finalmente mata a Thales y el Duque Aegir, y el le perdona la vida a Edelgard, viendo que ya ha sufrido suficiente. 
En "Incendio Dorado" Edelgard hace las pases con Claude después de su conflicto. Edelgard reconoce cuando la Alianza se transforma a la Federación. Finalmente, Edelgard y Claude unen fuerzas contra el Reino y la Iglesia. Mientras Claude lucha contra Dimitri, Edelgard se encarga del oeste del Reino. La Emperador finalmente debe regresar al Monasterio cuando el Reino y la Iglesia intentan retomarlo. Al ser acorralada, Edelgard le pide ayuda a Claude, el cual llega justo a tiempo. Edelgard y Claude logran derrotar a Dimitri y Rhea, forzandolos a retirarse. Dejando que Claude se encargue de Rhea, Edelgard se va para poder derrotar a Dimitri de una vez por todas.

Engage
Edelgard aparece como el Emblema de los Rivales junto a Dimitri y Claude en "Fire Emblema: Engage" el protagonista Alear encuentra su brazalete emblema cuando este llega de una isla hacia su base. Al despertar Edelgard y los demás aceptan ayudar a Alear a salvar a su mundo. Edelgard se recuenta con Byleth, quien también es un emblema. Es rebelado que Edelgard, al igual que los otros 6 brazaletes, provienen de otro mundo alterno, y los brazaletes fueron enviados a este mundo por el Alear de ese lugar, antes de la muerte de este.

## Apariciones
Después de su participación en Three Houses, Edelgard también fue agregada al juego para iOS y Android Fire Emblem Heroes como un héroe legendario. En enero de 2020, en el videojuego de crossover de lucha Super Smash Bros. Ultimate, se agregó de forma adicional a Edelgard como un personaje de fondo en el escenario "Monasterio Garreg Mach" en compañía de Petra McNeary y Dorothea Arnault. También, una de las paletas de colores que posee Byleth en su versión femenina, está basada en Edelgard.

## Mercancía
En el 2020, Good Smile Company lanzó una figura de Edelgard.

## Recepción
Tras el lanzamiento del juego y revelación del personaje, Edelgard fue objeto de "impacto de fandom", con múltiples de fan art y cosplay, además de ser el personaje más desplegado en el juego según su clasificación interna. Patricia Hernández de Polygon declaró que "gran parte del fandom de Fire Emblem ahora gira en torno al transporte marítimo y el romance y parece que la mayoría de la gente se está enamorando de Edelgard". Aunque con el tiempo, sin embargo, se notó que su clasificación había sido suplantada debido al personaje de Dorothea Arnault.
Daniel Friedman de Polygon declaró que "los desarrolladores de Intelligent Systems evidentemente han estado leyendo algo de George R. R. Martin junto con J. K. Rowling, ya que hay un cierto e inconfundible aire de Daenerys Targaryen en Edelgard," llamándola "intensa, motivada y dispuesta a pagar cualquier precio o infligir cualquier costo a otros para lograr su objetivo".
El camino de Crimson Flower del juego, en el que los jugadores se alían con Edelgard y se vuelven contra la Iglesia de Seiros, ha sido visto como controvertido, y algunos críticos creen que es la mejor opción. XeeCee de la revista Vice declaró que "Edelgard tiene razón en todo", y a pesar de señalar sus acciones malvadas como el Emperador de la Llama, dijo que "cuando todo estaba dicho y hecho […] me sentía cómoda con mis elecciones. Por primera vez en lo que siento como hace mucho tiempo, un videojuego me había ofrecido la posibilidad de jugar como un revolucionario medieval”. Al afirmar que "lo que hace que esta entrada sea tan diferente es su compromiso de construir un mundo con políticas creíbles", XeeCee afirmó que "se unieron a Edelgard inmediatamente" cuando se les dio la opción de volverse contra la Iglesia, llamándola "el/la avatar de todos los resentimientos de clase burbujeando en el monasterio Garreg Mach durante la primera mitad del juego y diciendo que considerando los males que había visto a lo largo del juego hasta este punto.
Lucas White de Siliconera estuvo de acuerdo con esto, afirmando que "apoyar a Edelgard es la opción más moralmente sólida", y afirmando que "Edelgard persigue un trastorno completo y violento de todo, literalmente destruyendo la Iglesia y reformando el Imperio en algo nuevo". A pesar de decir que "Edelgard no es inocente en el mundo violento de Three Houses. Ella planea, asesina y traiciona", concluye que "su misión es la única que responsabiliza a Rhea y su sociedad secreta por sus acciones".
El apoyo opcional y el romance entre Edelgard y Byleth, el personaje principal, fue llamado una "escena encantadora y conmovedora" por Todd Harper de Vice, pero también criticado por el hecho de que es "90 % igual" sin importar el género de Byleth. Harper afirma que, con respecto a Byleth femenina, "esa lectura queer que me golpeó en el estómago emocionalmente no tiene absolutamente ningún impacto en la historia real de Three Houses".